# Marie-Eve Musy
 (juin 2023).
Si vous disposez d'ouvrages ou d'articles de référence ou si vous connaissez des sites web de qualité traitant du thème abordé ici, merci de compléter l'article en donnant les références utiles à sa vérifiabilité et en les liant à la section « Notes et références ».
Pour les articles homonymes, voir Musy.
Marie-Eve Musy, née à Genève, est une actrice et présentatrice franco-suisse.

## Biographie
Marie-Eve commence sa carrière d'actrice dans des rôles d'enfants au théâtre.
On peut la voir à l'écran dès 2003, dans des séries pour la TSR.
Bac littéraire en poche, elle part vivre à Paris pour y suivre une formation de comédienne. En parallèle, elle est engagée comme chroniqueuse sous le pseudonyme d'Emmy dans le magazine Kawai, sur Filles TV.
Elle anime ensuite les émissions jeunesses de la chaîne Télétoon+ sous son vrai nom de 2007 à 2013. À la même période, elle collabore aux émissions Lire Délire et Les P'tits Animateurs, produites par La RTS.
Côté cinéma, elle obtient son premier rôle en 2008 dans Opération Casablanca de Laurent Nègre.
En 2013, elle joue aux côtés de Jules Sitruk dans le film rock Bob et les Sex Pistaches, réalisé par Yves Matthey.
La même année, elle présente Les Imbattables, jeu TV crossmédia de La RTS.

## Filmographie

### Cinéma
- 2010 : Opération Casablanca de Laurent Nègre
- 2012 : Myrtille (court métrage) de Florian Poupelin : Myrtille
- 2013 : Bob et les Sex Pistaches d'Yves Matthey : Sophie
- 2019 : Les Petits Flocons de Joséphine de Meaux : Sandy

Télévision
- 2003 : Vie contre vie de Julian Nicole-Kay
- 2004 : Matélé d'Yves Matthey : Julie
- 2009 : Photo Sévices (saison 2, ép 1) de Laurent Deshusses : Aurélie
- 2010 : En direct de notre passé, saison 1 de Noël Tortajada : Mélissa Bellanoni
- 2012: En direct de notre passé, saison 2 de Noël Tortajada : Mélissa Bellanoni
- 2014 : Break ups: La série, de Ted Tremper : Catherine
- 2015 : 26 minutes, de Vincent Kucholl et Vincent Veillon : Philippine Laugier

### Doublage
- 2007 : Marameo, de Rolando Colla : voix française de Nina
- 2008 : Happy New Year, de Christoph Schaub : voix française de l'ex de Kaspar